# Come with Me Now
„Come with Me Now” – singel południowoafrykańskiej grupy Kongos z 2012 roku, a spopularyzowany na świecie w 2014. Pochodzi z albumu Lunatic.

## Notowania na listach przebojów
| Lista                                 | Najwyższa pozycja |
| ------------------------------------- | ----------------- |
| Austria (Ö3 Austria Top 40)           | 65                |
| Kanada (Billboard Canadian Hot 100)   | 7                 |
| Nowa Zelandia (Top 40 Singles)        | 36                |
| Szkocja (Top 40 Scottish)             | 58                |
| Hiszpania (Top 50 Singles)            | 47                |
| Stany Zjednoczone (Hot 100)           | 31                |
| Stany Zjednoczone (Rock Songs)        | 2                 |
| Stany Zjednoczone (Adult Top 40)      | 17                |
| Stany Zjednoczone (Alternative Songs) | 1                 |
| Stany Zjednoczone (Pop Songs)         | 16                |

### Notowania na koniec roku
| Lista (2014)                | Pozycja |
| --------------------------- | ------- |
| Kanada (Canadian Hot 100)   | 27      |
| Stany Zjednoczone (Hot 100) | 88      |

## Certyfikaty
| Lista                    | Pozycja            | Sprzedaż  |
| ------------------------ | ------------------ | --------- |
| Kanada (Music Canada)    | 2× platynowa płyta | 80 000    |
| Stany Zjednoczone (RIAA) | 2× platynowa płyta | 2 000 000 |